# رقمة طرية
الرقمة الطرية (باللاتينية: Erodium malacoides) نوع نباتي يتبع جنس الرقمة من الفصيلة الغرنوقية.

## الموئل والانتشار
موطنها بلاد الشام ومصر والمغرب العربي وبعض مناطق حوض البحر الأبيض المتوسط وبعض مناطق حوض البحر الأسود.

## مرادفات للاسم العلمي
- (باللاتينية: Geranium malacoides L.)
- (باللاتينية: Erodium althaeoides Jord.)
- (باللاتينية: Erodium malvaceum Jord.)
- (باللاتينية: Erodium subtrilobum Jord.)
- (باللاتينية: Erodium malacoides (L.) L'Hér. subsp. malacoides)